# Pandemia de COVID-19 en Puno
El primer caso de la pandemia de COVID-19 en Puno, departamento del Perú, inició el 1 de abril de 2020. El primer caso se trataba de una turista de 31 años de edad de México.

## Contexto
El 15 de marzo, el Gobierno del Perú decretó «estado de emergencia» y «aislamiento social obligatorio» (cuarentena) a nivel nacional que regiría desde las 00:00 horas del 16 de marzo por un periodo de 15 días, incluyendo el «toque de queda» nocturno y dominical que fue establecida el 18 de marzo. Estas medidas fueron recurrentemente extendidas hasta en cinco oportunidades, llegando a ampliarse hasta finales de junio. El 26 de junio, el gobierno amplió nuevamente el estado de emergencia hasta el 31 de julio, pero esta vez la cuarentena general fue cambiada por un «aislamiento social focalizado» para menores de 14 y mayores de 65 años, pero, el Departamento de Puno fue excluido en un inicio del aislamiento social obligatorio. ,sin embargo, el 1 de agosto, las provincias de San Román y Puno entraron nuevamente a cuarentena obligatoria.

## Estadísticas

### Mapas
|                                          |
| Casos confirmados por provincia (MINSA). |

|                                            |
| Muertos confirmados por provincia (MINSA). |

|                                               |
| Casos por 100 000 hab. por provincia (MINSA). |

|                                                |
| Muertos por 100 000 hab. por provincia (MINSA) |

### Por provincia
| Provincia                          | Confirmados |
| ---------------------------------- | ----------- |
| San Román                          | 12346       |
| Puno                               | 5986        |
| El Collao                          | 1190        |
| Chucuito                           | 1098        |
| Azángaro                           | 1199        |
| Melgar                             | 831         |
| San Antonio de P., Huancané y Moho | 918         |
| Yunguyo                            | 433         |
| Carabaya                           | 683         |
| Sandia                             | 501         |
| Lampa                              | 544         |

Número de nuevas muertes (Actualizado al 30 de septiembre de 2020)

Fuente: DIRESA-Puno

Avance de casos confirmados (Actualizado al 18 de septiembre de 2020)

Fuente: DIRESA-Puno